# Мејвен (свемирска сонда)
Мејвен (енгл. Mars Atmosphere and Volatile EvolutioN – MAVEN) је свемирска летелица агенције Наса. Примаран циљ мисије је да уђе у орбиту Марса и истражи његову атмосферу. Опремљена је инструментима који ће помоћи у разумевању зашто је Марс изгубио већи део своје атмосфере и воде, чиме је планета постала негостоњубива за живот.
Почетком новембра 2015. године научници Насе су, након прегледа података које је сонда прикупила у првих шест месеци своје мисије, закључили да се атмосфера не губи равномерно, већ зависи од Сунчеве активности. У просеку се губи око 100 грама гаса у секунди деловањем Сунчевог ветра, али та вредност може да порасте и више десетина пута када наиђе соларна олуја.
- Тестирање соларних панела сонде.
- Затварање у омотач.
- Лансирање 18. новембра 2013. године.